# Лазаревич, Юрий Сергеевич
Юрий Сергеевич Лазаревич (1863 — не ранее 1922) — русский военный деятель, генерал-майор (1913), писатель, публицист и преподаватель.

## Биография
Родился в 1863 году. Образование получил сперва в Полоцком кадетском корпусе, а затем во 2-м Константиновском училище, откуда был выпущен в 1882 году подпоручиком в 160-й Абхазский пехотный полк. В 1891 году устроился в Казанское пехотное юнкерское училище преподавателем фортификации. С 1896 по 1901 год был ротным командиром, снова в Абхазском пехотном полку.
В 1901 году был назначен литературным секретарём объединённой редакции журналов «Русский инвалид» и «Военный сборник». В 1906 году стал также делопроизводителем комитета по образованию войск, который отвечал за повышение уровня грамотности и патриотическую работу среди солдат. В 1909 году комитет по образованию войск был преобразован в отделение по образованию войск и изданию уставов Главного управления Генерального штаба, но на должность, занимаемую Лазаревичем, эта перемена не повлияла.
Как военный писатель, Лазаревич дебютировал в 1896 году статьями в журналах «Русский инвалид» и «Разведчик». В своих первых статьях Лазаревич рассуждал о различиях в подходах к обучению рядового состава в русской армии и в ряде иностранных. Статьи неожиданно привлекли к себе благосклонное внимание военного министра генерала Куропаткина, который позволил Лазаревичу совершить за казённый счёт несколько поездок за границу для знакомства с принципами обучения солдат в разных армиях Европы на местах. Вернувшись в Россию, Лазаревич в 1899—1903 годах опубликовал подробные очерки о французской, немецкой и австрийской армиях, которые были опубликованы сперва на страницах журнала «Военный сборник», а затем — отдельными изданиями. 
В дальнейшем (в 1901—1911) годах Лазаревич редактировал в журнале «Русский инвалид» раздел, посвящённый иностранным армиям. Он также писал статьи на другие темы, а в свободное время переводил с европейских языков труды по интересовавшим его темам. В частности, Лазаревич перевёл на русский язык труд Шлихтинга «Основы современной стратегии и тактики», Луиджи Барцини — «Мукден», Модюи — «Пехота: основы её обучения и воспитания», Бернгарди — Современная война (том 2-й), Гамильтона — Записки (также том 2-й), «Лаоян» (с английского языка), а также несколько иностранных воинских уставов.
В 1911 году Лазаревич перешёл в редакцию журнала «Разведчик», где продолжал активно публиковаться. К этому времени он имел уже чин полковника.
В 1913 году был произведён в генерал-майоры.
На протяжении большей части Первой мировой войны Лазаревич продолжал служить в Главном управлении Генерального штаба. В ноябре 1916 года он был назначен заведующим школой ускоренной подготовки пехотных офицеров и заведующим Петергофской школы прапорщиков.
С началом Гражданской войны Лазаревич выехал на юг России, где вступил в ряды Белой армии, однако фактического участия в боевых действиях не принимал. Сперва он числился в резерве чинов ВСЮР (армии генерала Деникина), затем был включён в состав комиссии по рассмотрению положений о прохождении службы и устройству войск.
За границу не эмигрировал (возможно, был среди опоздавших на эвакуацию в Новороссийске). Каким-то образом был принят на службу в Красную армию, работал во Всеросглавштабе и в Военной академии, где был членом комиссии по выработке новых учебных программ.
Затем переехал в советский Азербайджан, где преподавал в Азербайджанской объединенной военной школе при Кавказкой Красной Армии.

## Награды
- Орден Святого Станислава 2 степени (1903)
- Орден Святой Анны 2 степени (1906)
- Орден Святого Владимира 4 степени (1911)
- Орден Святого Владимира 3 степени (1914)
- Орден Святого Станислава 1 степени (1915)
- Орден Святой Анны 1 степени (1916)
- Объявлено Высочайшее благоволение (1916, с формулировкой: «За отлично-ревностную службу и труды, вызванные обстоятельствами текущей войны»)